# Ostružno

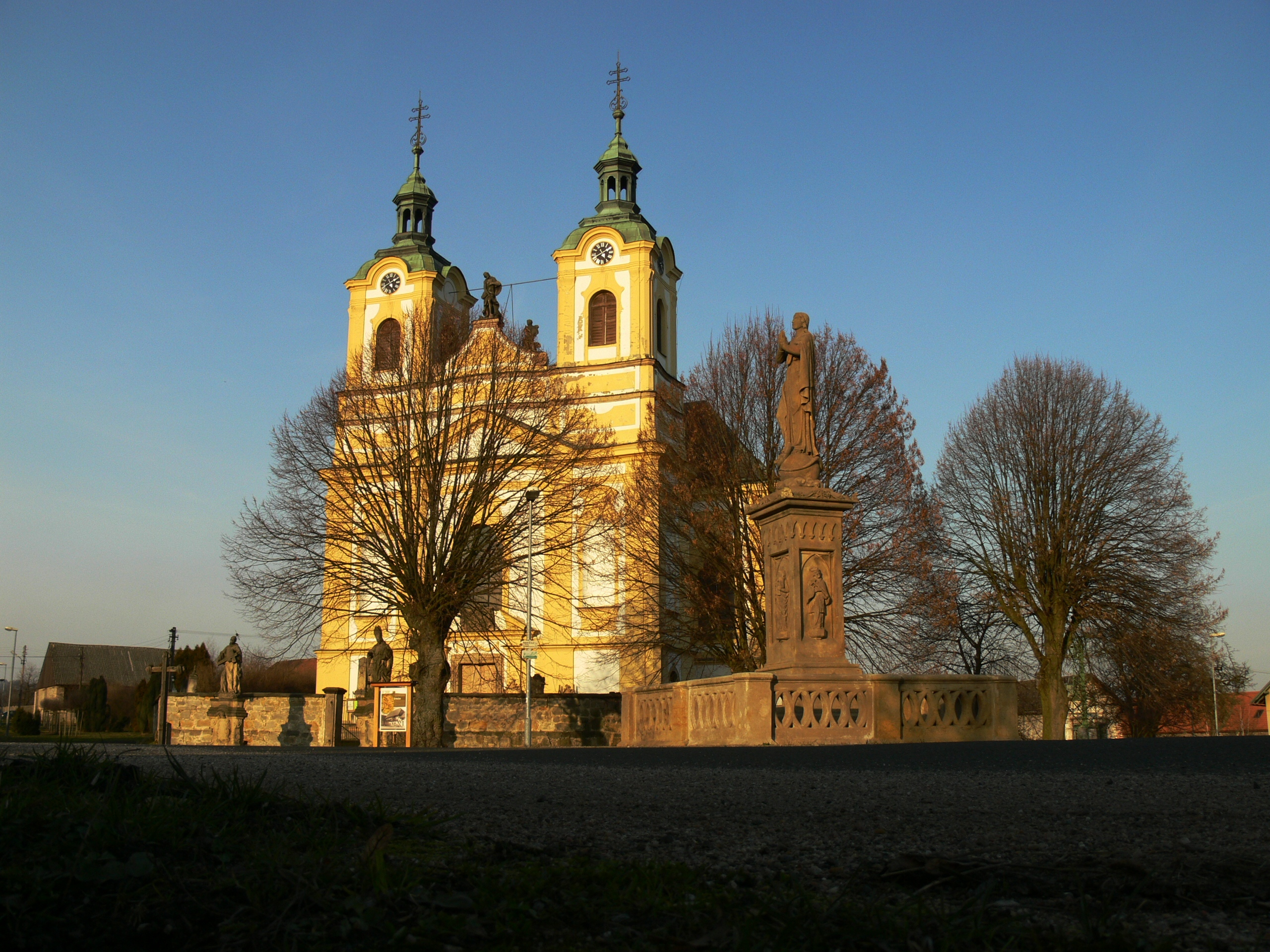
Kirche der hl. Kreuzerhöhung

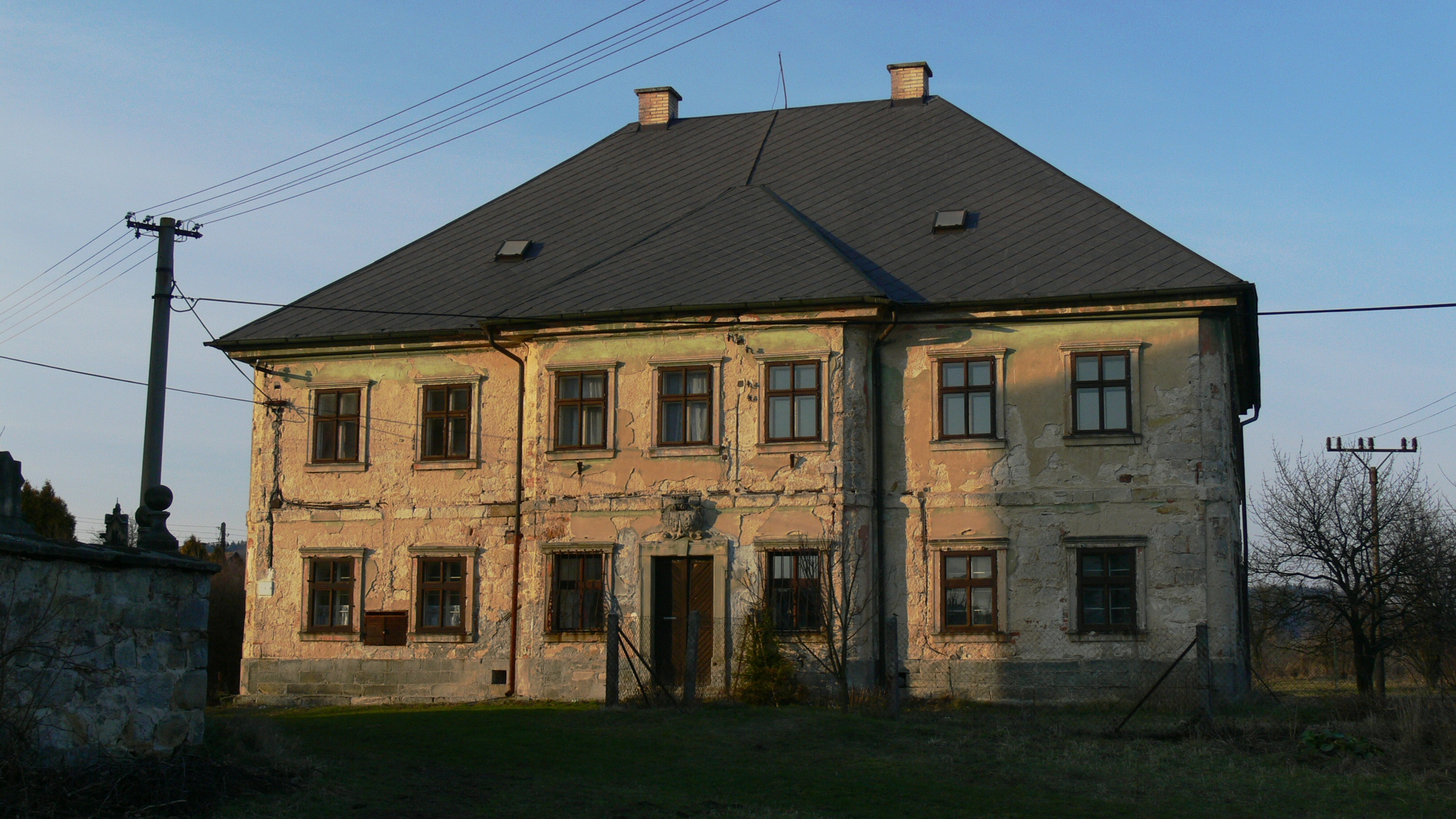
Pfarrhaus

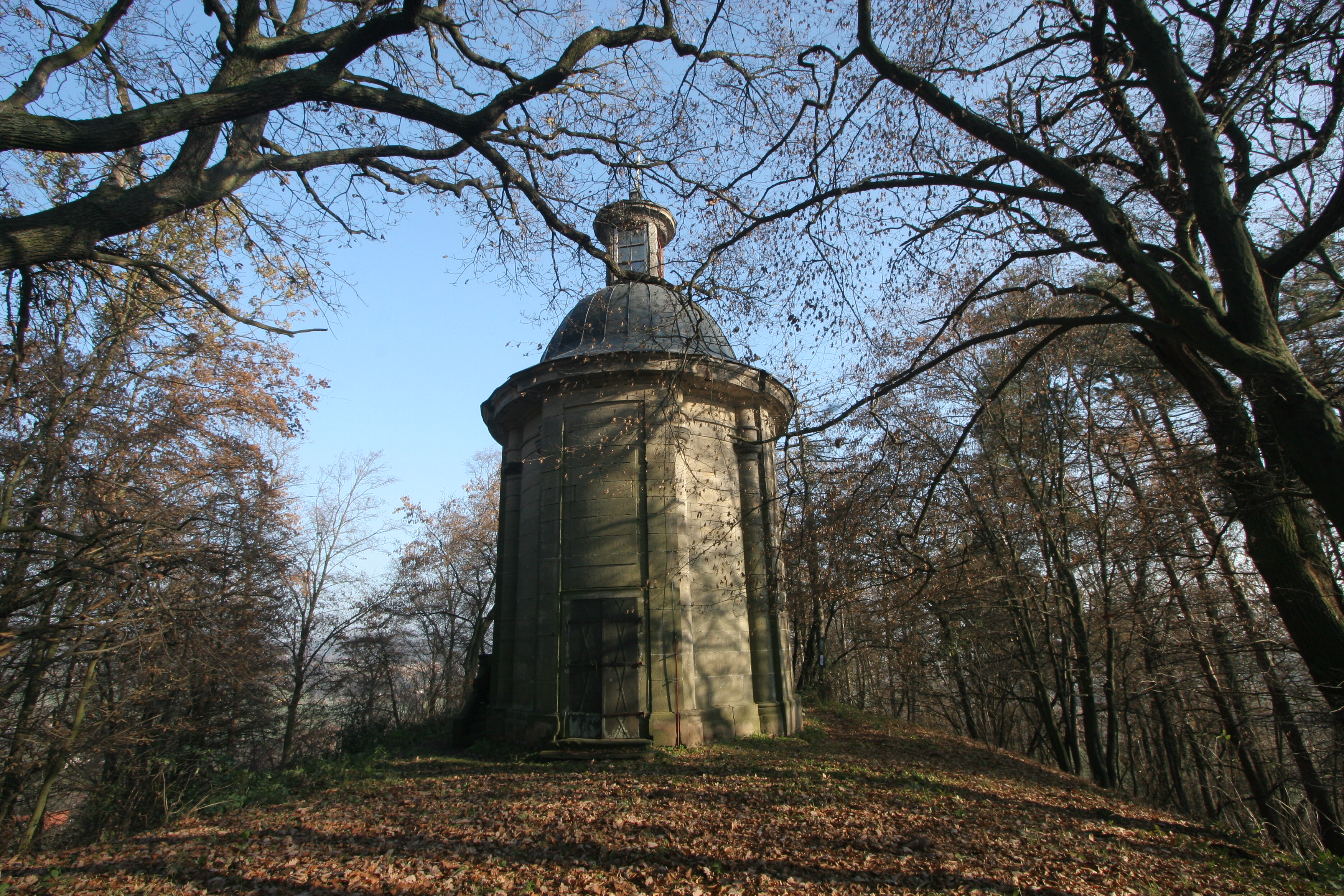
Kapelle der hl. Anna

Ostružno (deutsch Wostruschno, 1939–45: Wostruschan) ist eine Gemeinde in Tschechien. Sie liegt fünf Kilometer westlich von Jičín und gehört zum Okres Jičín.

## Geographie
Ostružno befindet sich zwischen den Bächen Malý Porák und Velký Porák im Westen der Jičínská kotlina (Gitschiner Kessel).
Gegen Norden liegt das Felsgebiet Prachovské skály im Landschaftsschutzgebiet Český ráj, südlich der Höhenzug Velišský hřbet (Welischer Rücken). Nordwestlich erheben sich die Svatá Anna (St. Anna-Berg, 356 m) und der Houser (388 m). Im Osten liegt der Teich Ostruženský rybník, südlich der Lhotský rybník und im Westen die Teiche Vyplatil und Jíkavec.
Nachbarorte sind Dolní Lochov und Horní Lochov im Norden, Prachov und Ohaveč im Nordosten, Hurychovna und Jičín im Osten, Březina, Vokšice und Hlásná Lhota im Südosten, U Rybníka, Na Karlově und Křelina im Süden, Pazderna, Nadslav, Štidla und Netolice im Südwesten, U Svaté Trojice, Příchvoj und Zajakury im Westen sowie Samšina, Ohařice und U Kavárny im Nordwesten.

## Geschichte
Die erste urkundliche Erwähnung des Dorfes erfolgte im Jahre 1227. Seit 1355 ist in Ostružno eine Kirche nachweislich.
In den Jahren 1772 bis 1780 wurde an Stelle der alten Kirche auf dem Dorfplatz die zweitürmige neue Kirche erbaut.
Nach der Aufhebung der Patrimonialherrschaften bildete Ostružno bzw. Wostružno ab 1850 eine Gemeinde im Gerichtsbezirk Jičin. Während der Schlacht bei Gitschin startete am 29. Juni 1866 das k.k. Infanterieregiment Nr. 73 bei Ostružno einen Angriff auf die preußische Umgehungskolonne unter dem Kommando von Generalmajor von Januschowsky.
Ab 1868 gehörte das Dorf zum Bezirk Jičin. Am 1. Juli 1985 wurde Ostružno nach Podhradí eingemeindet. Seit dem 24. November 1990 besteht die Gemeinde Ostružno wieder. Die ehemalige Schule wird heute als Kindergarten genutzt.

## Gemeindegliederung
Für die Gemeinde Ostružno sind keine Ortsteile ausgewiesen. Zu Ostružno gehört die Einschicht Pazderna.

## Sehenswürdigkeiten
- Barocke Kirche der hl. Kreuzerhöhung, errichtet 1772–1780 nach Plänen des Baumeisters František Heger. Am 17. Juli 1797 wurde sie geweiht. Die Kirche wurde 1904 und 1993 restauriert. Nach der Gründung der Tschechoslowakei 1918 wurden vor der Kirche die Masaryklinde, die Freiheitslinde und die Legionärslinde gepflanzt. An der Kirchhofsmauer erinnert eine Gedenktafel an Georg Philipp Freiherr von Mumme, der 1866 im Alter von 28 Jahren als Oberleutnant des k. u. k. Böhmischen Infanterieregimentes „Albrecht von Württemberg“ Nr. 73 bei Ostružno tödlich verwundet wurde und auf dem Militärfriedhof Kbelnice begraben ist[3]; das darauf angebrachte Wappen derer von Mumme ist kopfstehend, da mit seinem Tode das Geschlecht erlosch.[4]
- Barocke Statuen der hll. Nikolaus (1749) und Anthelm (1754), vor der Kirche. Sie wurden für das Kartäuserkloster Karthaus geschaffen und gelangten nach dessen Aufhebung nach Ostružno.
- Barockes Pfarrhaus, errichtet 1756.
- Statue der Immaculata, geschaffen 1877.
- Statue Kreuzigung, am Ortsrand, sie stammt aus dem Jahre 1874.
- Kapelle der hl. Anna auf dem Hügel Svatá Anna, erbaut 1670.
- Kapelle der hl. Dreifaltigkeit in U Svaté Trojice, errichtet 1720 nach Plänen von Johann Blasius Santini-Aichl. Das daneben befindliche Badehaus und das Jagdschlösschen der Grafen Schlik wurden später zu einem Jägerhaus umgestaltet.
- Naturdenkmal Rybník Jíkavec, das 7,31 ha große Feuchtwiesengebiet um die Teiche Jíkavec und U Svaté Trojice ist seit 1998 geschützt.
- Naturdenkmal Ostruženské rybníky, es umfasst das Feuchtgebiet um die Teiche Ostruženský rybník, Čeperka und Turecká mit einer Ausdehnung von 67,9 ha. Die Unterschutzstellung erfolgte ebenfalls 1998. Der Ostruženský rybník ist der größte Teich in der Region.
- Naturdenkmal Svatá Anna, die Basaltkuppe ist seit 1990 geschützt.